# Eleutherodactylus delius
Eleutherodactylus delius là một loài ếch trong họ Leptodactylidae.
Loài này có ở Peru và có thể cả Ecuador.
Môi trường sống tự nhiên của nó là các khu rừng đất thấp ẩm nhiệt đới và cận nhiệt đới.